# Girolamo Ghinucci
Girolamo Ghinucci (Siena, 1480 - Roma, 6 de julho de 1541) foi um cardeal italiano do século XVII.

## Biografia
O sobrenome de Girolamo também está listado como Ginucci. Ele foi educado na corte romana e depois foi cânon do capítulo da catedral de Siena. Scriptor e secretário de benefícios e cartas apostólicas. Clérigo da Câmara Apostólica; mais tarde, seu auditor geral. Secretário do Papa Júlio II.
Eleito bispo de Ascoli Pisceno em 16 de outubro de 1512. Participou do Quinto Concílio de Latrão desde a sua terceira sessão até o seu encerramento, 1512-1517. Renunciou ao governo da diocese de Ascoli Pisceno, mantendo a sua denominação, em 30 de julho de 1518. Secretário dos Breves Apostólicos, em 3 de agosto de 1518. Núncio do Papa Leão X na Inglaterra. O rei Henrique VIII nomeou-o um de seus conselheiros e durante três anos seu embaixador na Espanha. Transferido para a Sé de Worcester em 26 de setembro de 1522; nunca tomou posse pessoalmente; entronizado por procuração em 2 de março de 1523. Administrador da Sé de Malta em 10 de setembro de 1523; renunciou em 20 de março de 1538. Expulso da sé de Worcester em 1534 pelo rei Henrique VIII, quando o monarca rompeu com Roma; privado em 21 de março de 1535; o bispo manteve o título de sé até sua morte.
Criado cardeal-presbítero no consistório de 21 de maio de 1535, recebendo o barrete vermelho e o título de S. Balbina em 31 de maio. Juntamente com outros seis cardeais, foi nomeado membro de uma congregação para a reforma da igreja, em 8 de abril de 1536. Administrador da Sé de Cavaillon, 6 de julho de 1537; renunciou em 16 de julho de 1540. Optou pelo título de S. Clemente em 25 de janeiro de 1537. Camerlengo do Sagrado Colégio dos Cardeais, de 7 de janeiro de 1538 a 10 de janeiro de 1539. Ghinucci foi nomeado com outros oito cardeais para uma comissão para preparar um conselho geral, 7 de janeiro de 1538. Administrador da Sé de Tropea, 19 de junho de 1538. Juntamente com os cardeais Alessandro Cesarini e Giovanni Domenico de Cupis, nomeado legado a latere perante o imperador Carlos V e o rei Francisco I da França para restabelecer a paz entre eles, 1538. Nomeado com outros onze cardeais a uma comissão para a reforma da Cúria Romana e dos seus funcionários, 27 de agosto de 1540.
O Cardeal Girolamo Ghinucci morreu em Roma em 6 de julho de 1541 e foi sepultado na igreja de S. Clemente.